# Малаешты (Криулянский район)
Малаешты, Мэлэешть (рум. Mălăiești) — село в Криулянском районе Молдавии. Наряду с сёлами Бэлэбэнешть и Новые Малаешты входит в состав коммуны Бэлэбэнешть.

## География
Село расположено на высоте 25 метров над уровнем моря, у реки Днестр.

## Население
По данным переписи населения 2004 года, в селе Мэлэешть проживает 462 человека (215 мужчин, 247 женщин).
Этнический состав села:
| Национальность | Число жителей | Процентный состав |
| -------------- | ------------- | ----------------- |
| молдаване      | 459           | 99,35             |
| русские        | 3             | 0,65              |
| Всего          | 462           | 100 %             |